# Marse
Marse (altgriechisch Μάρση Mársē) ist eine Person der griechischen Mythologie.
Sie erscheint einzig in der Bibliotheke des Apollodor als eine der Thespiaden genannten fünfzig Töchter des Thespios, mit denen Herakles jeweils ein Kind zeugt. Marse ist von Herakles die Mutter des Bukolos.